# Visions fugitives (Prokofiev)
Pour les articles homonymes, voir Visions.
Visions fugitives, op. 22 (russe : Мимолётности, Mimoliotnosti), est un cycle de vingt pièces pour piano de Serge Prokofiev. Composé entre 1915 et 1917, il trouve son inspiration dans deux vers du poète symboliste Constantin Balmont : « Dans chaque vision fugitive je vois des mondes Pleins de jeux changeants et irisés. » Aucune ne porte de titre, sauf la septième pièce (Arpa).

## Histoire
Ayant découvert les œuvres de Balmont en 1909, Prokofiev est fasciné par l'aspect mystérieux et obscur du poème de l'extase et son œuvre porte en épigraphe les vers suivants :
« В каждой мимолётности вижу я миры,

Полные изменчивой радужной игры. »
— Constantin Balmont

« Tout ce qui est fugitif me fait voir des mondes, dont le jeu chatoyant
A pour moi l'inestimable prix des choses qui passent »
.
Balmont devient par la suite son poète préféré et un ami proche. En février 1935 Prokofiev enregistre, avec d'autres morceaux, quelques-unes des Visions , pour La Voix de son maître ; son exécution est particulière par sa sobriété, ses nuances bien définies et ses ruptures rythmiques ; elle est en cela bien différente des interprétations données successivement par d'autres pianistes.

## Analyse de l'œuvre
Les vingt Visions fugitives portent comme en-tête leurs indications de tempo avec les remarques d'exécutions suivantes[réf. nécessaire] :
1. Lentamente - introduction
Cette pièce d'ouverture contemplative varie de deux états de la même idée (mm 1-8 et 14-21) avec des sections Misterioso interpolées (mesures 9-13 et 27-22). Le mot-clé est la simplicité : Prokofiev demande d'effectuer la première section con una semplicità espressiva (avec une simplicité expressive)
et la deuxième semplice simplement). Elle est composée de longues phrases et est d'un niveau technique simple.
2. Andante - pièce en forme d'arabesque
Cette miniature légèrement "jazzy" nécessite un choix délibéré de tempo. On y retrouve des passages "Misterioso" qui doivent être exécutés, selon la qualité du piano avec la pedale '"una corda" ou non.
3. Allegretto danse
la forme de cette 3e vision fugitive de Prokofiev est ABA avec le thème A et B très contrasté. Dans le premier thème, la mélodie est jouée par la main gauche  puis vient le deuxième thème joué avec la mélodie jouée par la main droite en staccatos et enfin le premier thème revient et conclut cette pièce.
4. Animato - pièce pleine d'énergie acérée
5. Molto giocoso - pièce joyeuse
6. Con eleganza - pièce raffinée
7. Pittoresco -  narratif
8. Comodo - pièce alliant spiritualité et vivacité
9. Allegro tranquillo
10. ridicolosamente
11. Con vivacita -  pièce faite de légèreté et de tension
12. Assai moderato - danse de valse
13. Allegretto - scherzo malicieux
14. Feroce pièce fougueuse et percutante
15. Inquieto - pièce tourmentée et angoissée
16. Dolente - pièce lyrique
17. Poetico - pièce lyrique
18. Conuna dolce lentezza - pièce lyrique
19. Presto agitatissimo e molto accentuato - épisode révolutionnaire
20. Lento irrealmente - conclusion sentimentale

## Au cinéma
- 2009 : Un chat un chat de Sophie Fillières